# Rockstars

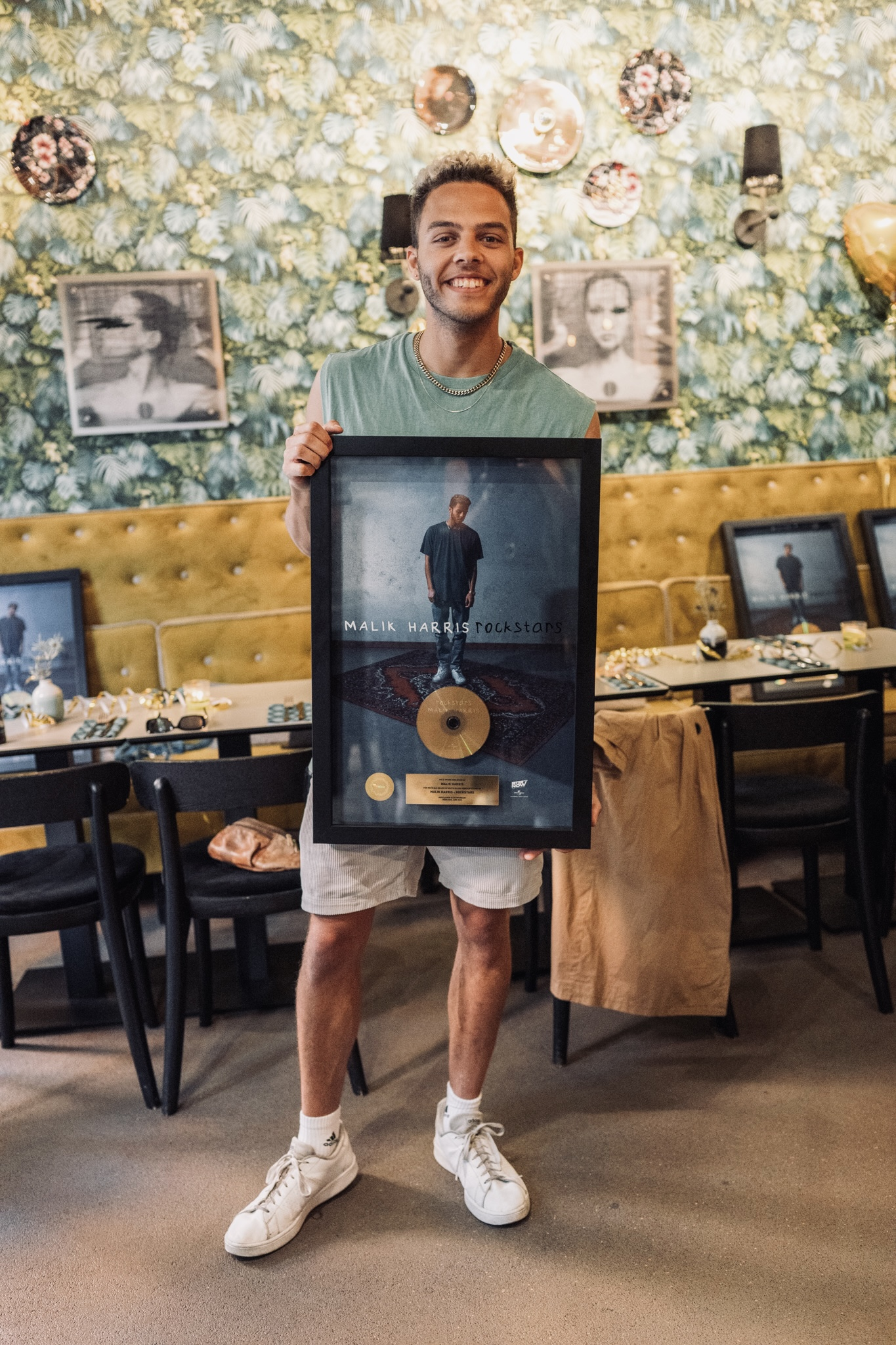
Malik Harris mit der Goldenen Schallplatte für Rockstars (2023)

Rockstars  ist ein englischsprachiger Popsong, der von Malik Harris, Marie Kobylka und Robin Karow geschrieben wurde. Mit dem Titel vertrat Harris Deutschland beim Eurovision Song Contest 2022 in Turin und belegte den letzten Platz.

## Hintergrund
Harris begann mit der Arbeit an Rockstars bereits 2021. Der Titel wurde am 4. Februar 2022 veröffentlicht. Während der Bewerbungsphase zu Germany 12 Points, der deutschen Vorentscheidung zum Eurovision Song Contest, schlug ihm ein Freund vor, sich mit dem Lied für die Show zu bewerben. Die Show am 4. März 2022 entschied Harris mit 208 Punkten für sich.

## Text und Musik
Harris ließ sich laut eigenen Angaben von einem Zitat aus der Fernsehserie The Office zur Komposition von Rockstars inspirieren. Das Lied handele von der „guten alten Zeit“, in der viele Dinge einfacher gewesen seien. Diese Zeit lasse man hinter sich und gehe in „Alltag, Stress und Sorgen“ verloren. Er wolle mit dem Titel daran erinnern, dass man jene Zeit nicht verlasse, wenn man versuche, im Hier und Jetzt zu leben und nie den Blick für die kleinen Dinge verliere.
Der Titel beginnt mit dem Refrain, auf den eine Strophe und ein weiterer Refrain folgt. Die zweite Strophe enthält einen Rap. Danach wird erneut der Refrain gesungen, gefolgt von einer Bridge, in der viermal die Zeile „We used to be the rockstars“ wiederholt wird. Das Lied endet mit einem Outro.
Charakteristisch für das Arrangement ist die anfängliche Begleitung mit einem E-Piano, gefolgt vom Einsatz des elektronischen Schlagzeugs sowie Gitarre und Streichern.

## Musikvideo
Ein zugehöriges Musikvideo wurde am 9. Februar präsentiert. Es entstand unter der Regie von Robin Karow.

## Beim Eurovision Song Contest
Als Teil der sogenannten „Big Five“ war Deutschland bereits für das Finale des Eurovision Song Contest qualifiziert, das am 14. Mai 2022 stattfand. Die Choreografie wurde von Marvin Dietmann entwickelt. Im Finale am 14. Mai erreichte Deutschland mit insgesamt 6 Punkten den letzten von 25 Plätzen. Das Land erhielt keine Punkte von den Jurys und jeweils zwei Punkte von den österreichischen, schweizerischen und estnischen Zuschauern.

## Rezeption

### Rezensionen
Peter-Philipp Schmitt von der Frankfurter Allgemeinen Zeitung bezeichnete Rockstars als „ansprechendes Lied“, jedoch wolle ein Funke nicht überspringen. Arne Willander vom Rolling Stone schrieb, der Titel sei eine „Nostalgienummer“ und kritisiert die zu starke amerikanische Wirkung. Nele Pollatschek von der Süddeutschen Zeitung notierte, Rockstars sei ein softrockiger Popsong „mit einem stark Eminem-inspirierten und sehr sauber vorgetragenen Rap-Anteil“.

### Chartplatzierungen
| ChartsChartplatzierungen | Höchstplatzierung | Wochen |
| ------------------------ | ----------------- | ------ |
| Deutschland (GfK)        | 8 (17 Wo.)        | 17     |
| Österreich (Ö3)          | 44 (2 Wo.)        | 2      |
| Schweiz (IFPI)           | 68 (1 Wo.)        | 1      |

| ChartsJahrescharts (2022) | Platzierung |
| ------------------------- | ----------- |
| Deutschland (GfK)         | 94          |

### Auszeichnung für Musikverkäufe
| Land/Region        | Auszeichnungen für Musikverkäufe (Land/Region, Auszeichnung, Verkäufe) | Verkäufe |
| ------------------ | ---------------------------------------------------------------------- | -------- |
| Deutschland (BVMI) | Gold                                                                   | 200.000  |
| Insgesamt          | 1× Gold ·                                                              | 200.000  |